# محلية أم درمان الكبرى

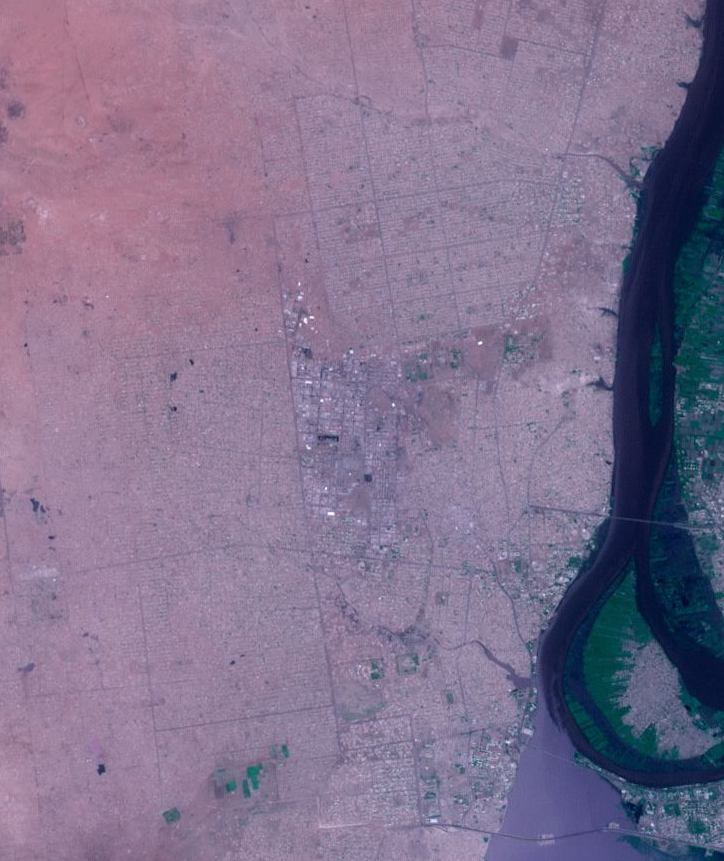
أم درمان الكبرى

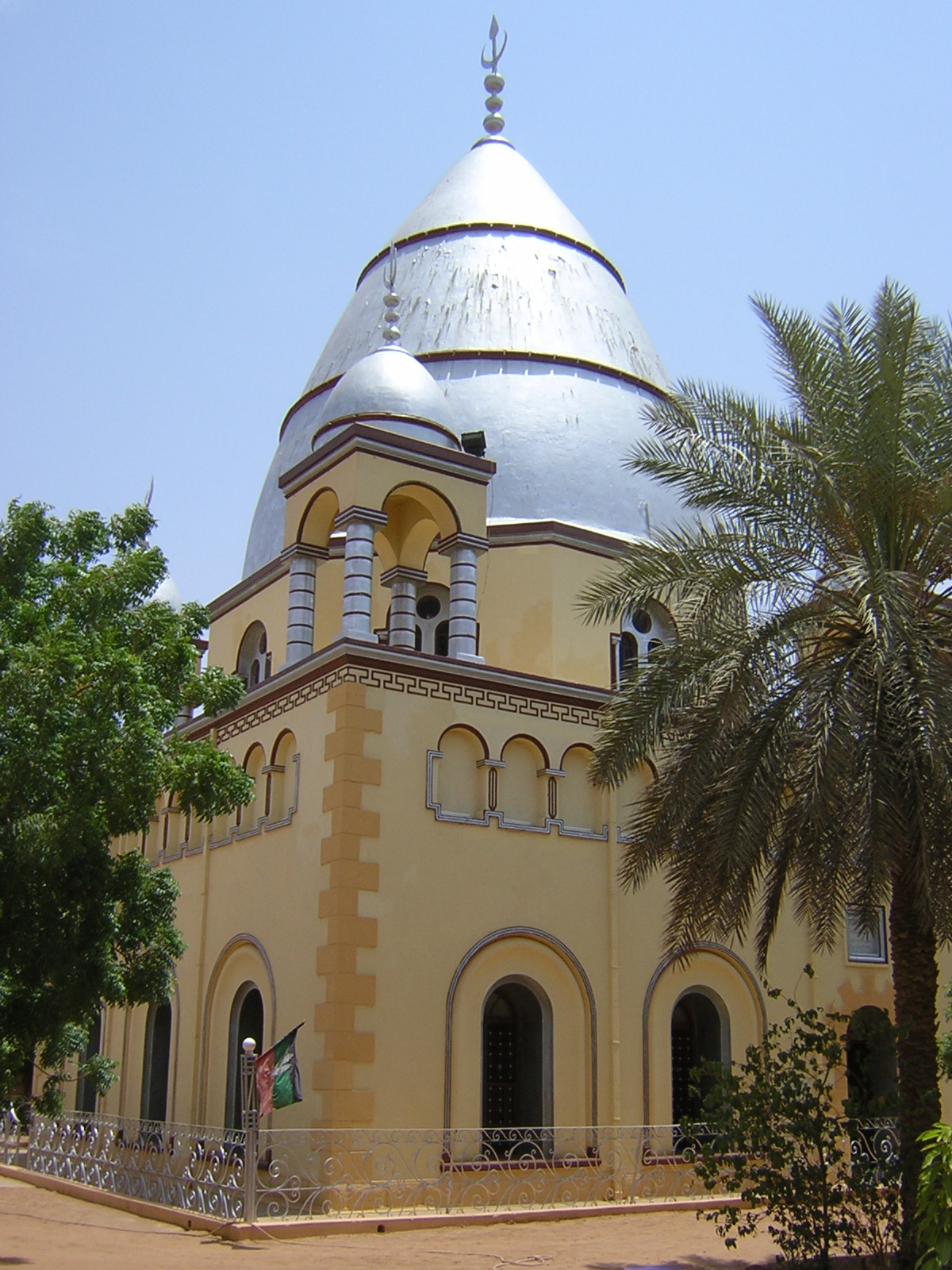
قبة المهدي بام درمان

أم درمان الكبرى هي مدينة في السودان، تقع في ولاية الخرطوم على طول الضفة الغربية لكل من نهر النيل والنيل الأبيض وهي مقسمة إداريا إلى محليات ثلاثة.

ينص دستور ولاية الخرطوم لسنة 2006م على ان يقوم الحكم المحلى في الولاية على مستوى ولائى ومحلى حسبما يحددة هذا الدستور والقانون . يقوم الحكم المحلى في الولاية بقانون ليكون مستوى قاعديا للحكم في الولاية يهدف لبسط الخدمات والتنمية ورعاية حقوق المواطنين بادارة محلية راشدة . يكون تنظيم الحكم المحلى وحسن ادائة مسئولية حكومة الولاية . يفصل القانون السلطات والاختصاصات بين مستوى الحكم الولائى والمحلى وينظم كافة المسائل الازمة لقيام الحكم المحلى وانتخاب مؤسساتة .

## نبذة تاريخية
عرف مواطن محلية أم درمان الكبرى الحكم اللامركزى منذالعام 1922م عندما تم تقسيم السودان إلى (6) مديريات من بينها مديرية الخرطوم وكان ذلك في فترة الحكم الثنائى وهى : (1) دنقلا (2) بربر (3) كسلا (4) فشودة (5) سنار (6) الخرطوم ثم من بعد كردفان وبحر الغزال .
على اختلاف انظمة الحكم المتعاقبة على البلاد وفي ظل قوانين الحكم المحلى المتعددة كانت أم درمان الكبرى جزء من كيانات أكبر قياسا بحجم السكان وحجم الامكانيات المادية المتوفرة انذاك وحجم وتطلعات السكان في التنمية والخدمات والمشاركة في السلطة في تلك الحقب الزمنية ثم من بعد في كيانات ذاتية تعبر عن أم درمان الكبرى الحالية مجزأة كانت أو مدمجة وفقا لفلسفة النظام الحاكم ورؤيتة للحكم المحلى .
ايش مواطن أم درمان الكبرى الحكم المحلى في اطار الحكم اللامركزى عبر التطورات الدستورية والقانونية بالبلاد على النحو التالى :-

### التطورات الدستورية

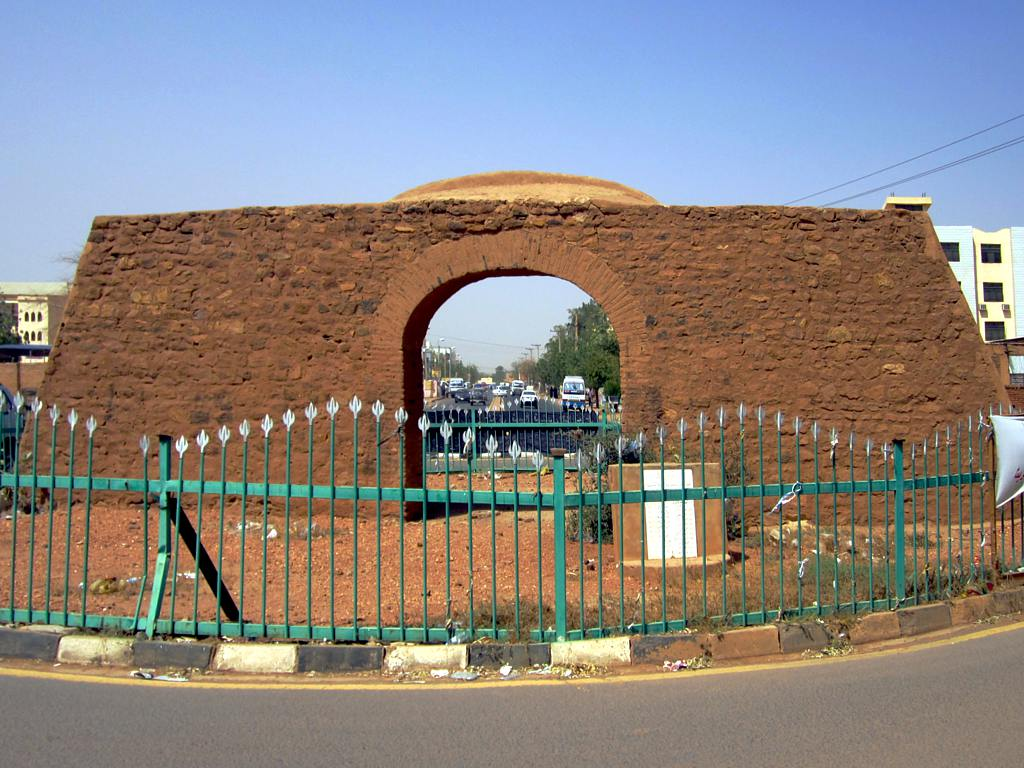
بوابة عبد القيوم)

عاصر المواطن بأم درمان الكبرى الحكم المحلى في ظل المراحل الدستورية التالية :-
- (1) دستور السودان لسنة 1956
- (2) دستور السودان المؤقت لسنة 1964
- (3) دستور السودان الدائم لسنة 1973
- (4) دستور السودان المؤقت لسنة 1985
- (5) الدستور الانتقالى لسنة 1985 تعديلسنة 1986

إدارة العوائد
- (6)المراسيم الدستورية من الأول – الرابع عشر (1989-1998 )
- (7) دستورالسودان لسنة 1998
- (8) دستور السودان الانتقالى لسنة 2..5
- (9) دستور ولاية الخرطوم لسنة 2..6

### التطورات القانونية في الحكم المحلى
مارس مواطن كررى نظام الحكم المحلى في ظل أنظمة الحكم التعاقبة على البلاد في ظل القوانين التالية :ـ
- (1) قانون تقسيم المديريات لسنة 1922
- (2) قانون الحكومة المحلية لسنة 1937
- (3) قانون الحكومة المحلية لسنة 1951 (قانون مارشال)
- (4) قانون إدارة المديريات لسنة 196. (أبو رنات)
- (5) قانون الحكم الشعبى المحلي لسنة 1971 (المجلس الشعبى التنفيذى)
- (6) قانون الحكم الشعبى المحلى لسنة 1981 (في عهد الحكم المحلى ـ مجالس المناطق)
- (7) قانون العاصمة القومية لسنة 1983(معتمد العاصمة القومية والمفوضيات)
- (8) قانون الحكم المحلى لسنة 1991
- (9) قانون الحكم المحلى لسنة 1995
- (10) قانون الحكم المحلى لسنة 1998(الاطارى)
- (11) قانون الحكم المحلى لولاية الخرطوم لسنة 1999
- (12) قانون الحكم المحلى لسنة 2..3(تجربة المعتمد بعد إلغاء المحافظات وفصل الجهاز التنفيذى عن التشريعى )
- (13) قانون الحكم المحلى لولاية الخرطوم لسنة 2..7(تجربة حكومة المحلية)

== محليات أم درمان الكبرى
-محلية امبدة
-محلية كرري
محلية امدرمان

## أمدرمان
- الموقع الجغرافي و الحدود: تقع محلية أم درمان بين دائرتي عرض 37ˉ - 31˚ 36.5ˉ - 32/˚ شمالاً وبين دائرتي خط طول 11.5ˉ - 15˚ / 39.5ˉ - 16˚ شرقاً، على الضفاف الغربية للنيل الأبيض و نهر النيل ويحدها من الشمال حدود محلية كرري الجنوبية و من الغرب محلية أمبدة، و من الجنوب الغربي و ولاية جنوب كردفان و تمتد حتى حدود الولاية من الناحية الجنوبية عند حدود ولاية النيل الأبيض.
- المساحة: 740 كلم مربع تقريباَ
- السكان: 508401 نسمة تقريباَ

### الوحدات الإدارية
تتكون المحلية من إحدى عشر وحدة إدارية هي: وحدة ود نوباوي، وحدة حي العرب، وحدة السوق الكبير، وحدة السوق المركزي، وحدة السوق الشعبي، وحدة الصناعات، وحدة الموردة، وحدة أبو عنجة، وحدة أبو سعد، وحدة الريف.

## محلية كرري
- الموقع الجغرافي و الحدود: تقع محلية كرري في الجزء الشمالي الغربي من ولاية الخرطوم تحدها من الشمال ولاية نهر النيل و من الجنوب محلية أم درمان و من الشرق نهر النيل و من الغرب محلية أمبدة.
- المساحة: 3900 كلم مربع.
- السكان: 750,000 نسمة.

### الوحدات الإدارية
تتكون المحلية من وحدات إدارية هي: وحدة الثورة، وحدة كرري، وحدة الريف الشمالي.

#### وحدة الثورة شرق
تضم مدينة النيل، مدينة الروضة، السكن الفاخر شمال، السكن الفاخر جنوب، الخدير، الشاطئ شمال، الشاطئ جنوب
- الحدود : نهر النيل شرقا . شارع الوادي غرباً . الحدود مع محلية أم درمان جنوباً. خور شمبات شمالاً.

#### وحدة الثورة غرب
و تضم الحارات 11 ، 12، 13، 14، 15، 16 ، 22، 23 ،24 ،25 ،26 ،27 ، 28، 50 ، 51 اسكان 50 الحارة 50 ، 62 ، 58، 98 ، 99اسكان الفردوس، 29 شمال، 29 جنوب .
- الحدود : شارع الشنقيطي شرقاً ، الحدود مع محلية أمبدة و جبال المرخيات غرباً الحدود مع محلية أم درمان جنوباً. خور شمبات شمالاً

#### وحدة الثورة وسط
- تضم الحارت الأولى، الثانية، الثالثة، الرابعة، الخامسة، السادسة، السابعة، الثامنة، التاسعة، العاشرة، مدينة الرياض.
- الحدود : شارع الوادي شرقاً . شارع الشنقيطي غربا الحدود مع محلية أم درمان جنوبا. خور شمبات شمال

#### وحدة الفتح شرق الإدارية
- المربعات
- (أ) مربعات الفتح 1 من مربع (1) إلى مربع (46) .
- الحدود : شرقاً و شمالاً :الحدود مع وحدة الريف الجنوبي غرباً : الحدود مع وحدة الفتح الغربية.جنوباً: الحدود مع وحدة كرري غرب .شمالاً الحدود مع وحدة الريف.جنوباً الحدود مع وحدة كرري

#### وحدة الفتح غرب الإدارية
- تضم مربعات مربعات الفتح (2) من مربع (1) إلى مربع (105).

مربعات مدينة الفتح(4) و تضم مربع (4، 5، 6، 7، 14,15، 16، 17 ، 24، 25، 26، 27).
- الحدود : يحدها شمالاً وشرقاً : وحدة الريف الشماليجنوباً : وحدة كرري الغربية الإدارية منطقة الإسكان و جبل أبو وليدات.غرباً : شارع دنقلا وحدة الريف الغربي أمبدة .شرقاً : الحدود مع وحدة كرري الإدارية.

#### وحدة كرري شرق
- تضم الواحة مربع 1 ، 2، 3، 4، 5، 6، 7، 8 ، الحتانة شمال، الحتانة جنوب، المنارة، كرري البلد، الشهيد بشارة، الجرافة، العجيجة، خور عمر، المكاوير، ود البخيت، قرية بلال، الجموعية و بلول، كرري شمال، سيرو النموذجية، الكلية الحربية .
- الحدود : نهر النيل شرقاً. شارع الوادي غرباً خور شمبات جنوبا.الكلية الحربية شمالاً.

#### وحدة كرري غرب
- تضم الحارات 55، 54، 57، 56، 39، 42 ، 45، 44، 53، 52، 48، 47، 61، 64، 65، 66، 73 اسكان، 72 اسكان، 75اسكان، الحارة 97، 96، 95، 100، 101، 102، 103اسكان، 80، قرية جاد اللاب عباد الرحمن .
- الحدود : شارع الشنقيطي شرقاً.الحدود مع محلية أمبدة غرباً.خور شمبات شمالاً.الحدود مع وحدة الريف شمالاً.

#### وحدة كرري وسط
- تضم الحارة، 35 ، الواحة الحارة 9، 10 ، 11 ، 17، 18 ، 19 ، 20 ،21 ، 30، 34 ، 60 ، 59 ، 69، 40 ، 41 ، 48 ، 36 ، الإسكان 71 – 76.
- الحدود : شارع الوادي شرقاً.شارع الشنقيطي غرباً.خور شمبات جنوباً.الحدود مع الريف الشمالي شمالاً

### إدارات محلية كرري
- إدارة صحة البيئة:- مقر الإدارة :- الثورة شارع الثورة بالنص الحارة العاشرة مبانى المجلس التشريعى شرق رئاسة شرطة محلية كرري

والمكاتب الفرعية للإدارة هي:
- مكتب صحة وحدة الثورة بمبانى ودة الثورة الادارية
- مكتب صحة كررى بمبانى وحدة كررى الادارية

## محلية أمبدة
- الموقع الجغرافي و الحدود: تحدها غرباً ولاية شمال كردفان و شرقاً محلية أمدمان و جنوباً محلية أمدمان وشمالاً ولايتي نهر النيل الشمالية.
- المساحة: 308 كلم مربع.
- السكان: 1,500,000 نسمة.
- الوحدات الإدارية: تتكون الولاية من وحدات أدارية هي: وحدة سوق ليبيا، وحدة سوق أبو زيد، وحدة سوق الماشية السلام، وحدة الريف الغربي.
- وحدة امبدة، وحدة امبدة دار السلام

## وصلات خارجية
- موقع محلية أم درمان نسخة محفوظة 23 ديسمبر 2012 على موقع واي باك مشين.